# Репин, Иван Прокофьевич
Иван Прокофьевич Репин (10 июня 1898, дер. Бочиновка, Усманский уезд, Тамбовская губерния — 30 января 1973, Киев) — советский военачальник, генерал-майор (29 января 1943).

## Начальная биография
Иван Прокофьевич Репин родился 10 июня 1898 года в деревне Бочиновка Пригородной волости Усманского уезда Тамбовской губернии.

## Военная служба

### Первая мировая и гражданская войны
В сентябре 1916 года призван в ряды Русской императорской армии и направлен в 191-й запасной пехотный полк, дислоцированный в Липецке, а в мае 1917 года с маршевой ротой отправлен в Романовский 212-й пехотный полк (53-я пехотная дивизия), после чего принимал участие в боевых действиях на ковельском направлении Юго-Западного фронта. В конце июля И. П. Репин во время Июльского наступления был ранен, лечился в госпиталях и в сентябре уволен в бессрочный отпуск.
В марте 1918 года вступил в железнодорожный Воронежский отряд Южного фронта, в составе которого служил красноармейцем, младшим командиром и командиром взвода, и в период с августа по ноябрь 1919 года принимал участие в боевых действиях против войск под командованием А. И. Деникина в районе Евстратовки, ст. Лиски и городов Бобров и Воронеж.
В мае 1920 года И. П. Репин переведён в штаб Кавказской трудовой армии, где служил на должностях политкомиссара продкомиссии по закупке конского состава и политкомиссара 2-й роты 2-й бригады, шифровальщика при штабе армии, курсанта политкурсов армии. В конце 1920 года участвовал в подавлении антисоветских восстаний терского и кубанского казачества в районе Грозного, Ермолаевки, Закан-Юрта, Прохладного и Армавир.
В январе 1921 года И. П. Репин направлен на учёбу на 14-е Иваново-Вознесенские пехотные курсы, курсантом которых участвовал в ходе подавления восстания под руководством А. С. Антонова на территории Тамбовской губернии. В сентябре с 14-х пехотных курсов был переведён в Объединённую военную школу имени ВЦИК в Москве.

### Межвоенное время
В сентябре 1924 года окончил школу, после чего направлен в 56-й стрелковый полк (19-я стрелковая дивизия), дислоцированный в Воронеже, в составе которого служил на должностях командира взвода, помощника командира и командира роты. С января 1932 года служил в составе 281-го стрелкового полка (91-я стрелковая дивизия, ОКДВА), дислоцированного в Ачинске, на должностях должностях начальника штаба и помощника командира батальона. В апреле 1934 года назначен на должность командира батальона в составе 280-го стрелкового полка, дислоцированного в Красноярске.
В августе 1937 года И. П. Репин направлен на учёбу на курсы «Выстрел», после окончания которых в феврале 1938 года назначен на должность помощника начальника 2-го отдела штаба Сибирского военного округа, а в сентябре 1939 года — на должность командира 586-го стрелкового полка (107-я стрелковая дивизия), дислоцированного в Бийске.
С апреля 1941 года служил заместителем командира 225-й стрелковой дивизии (Сибирский военный округ), дислоцированной в Кемерове. В мае дивизия передислоцирована в район города Нежин (Киевский Особый военный округ), где была переобразована в воздушно-десантную бригаду, а полковник И. П. Репин назначен на должность заместителя командира 169-й стрелковой дивизии, которая 19 июня 1941 года начала выдвижение к западной границе на реку Прут.

### Великая Отечественная война
С началом войны дивизия в составе Юго-Западного фронта принимала участие в оборонительных боевых действиях в районе пгт Липканы (Молдавия) и на Днестре в ходе приграничного сражения, однако была вынуждена отступать по направлению на Каменец-Подольский. В конце июня полковник И. П. Репин был отозван в распоряжение штаба Юго-Западного фронта, однако 4 июля во время передислокации из Житомира в Киев колонна штаба была подвергнута бомбежке авиацией противника, в результате чего Репин был тяжело ранен, после чего лечился в госпитале.
После излечения в ноябре 1941 года назначен на должность начальника отдела боевой подготовки штаба Сибирского военного округа, а в период с мая по июль 1942 года служил на должностях заместителя начальника Ачинского военного пехотного училища и начальника Рубцовского пехотного училища, однако начале июля полковник И. П. Репин переведён на должность командира 74-й Сталинской добровольческой отдельной стрелковой бригады, формировавшейся в Барнауле. По завершении формирования бригада в октябре была направлена на Калининский фронт, после чего принимала участие в ходе наступательных боевых действий в районе южнее и юго-восточнее города Белый. В начале декабря 74-я стрелковая бригада попала в окружение, из которого вышла 15-16 декабря вместе с частями 2-го механизированного корпуса. Во время выхода из окружения полковник И. П. Репин был ранен, после чего лечился в госпитале.
По выздоровлении направлен в распоряжение штаба Калининского фронта и 9 января 1943 года назначен на должность командира 19-й гвардейской стрелковой дивизии, которая до 15 января принимала участие в ходе Великолукской наступательной операции, после чего перешла к оборонительным боевым действиям. В июле генерал-майор И. П. Репин направлен на учёбу на ускоренный курс Высшей военной академии имени К. Е. Ворошилова, после окончания которого в том же году был назначенна должность начальника Ярославского стрелково-миномётного училища.

### Послевоенная карьера
После окончания войны находился на прежней должности.
В декабре 1945 года генерал-майор И. П. Репин назначен на должность начальника Черкасского пехотного училища в Свердловске, а в августе 1947 года — на должность преподавателя общих дисциплин в Киевском государственном университете имени Т. Г. Шевченко.
Генерал-майор Иван Прокофьевич Репин 24 июня 1953 года вышел в отставку по болезни. 
Умер 30 января 1973 года в Киеве. Похоронен на Лукьяновском военном кладбище.

## Награды
- Орден Ленина (21.02.1945);
- Три ордена Красного Знамени (30.01.1943, 03.11.1944, 20.06.1949);
- Орден «Знак Почёта» (22.02.1941);
- Медали.